# Jaafar Jackson
Jaafar Jeremiah Jackson (Los Ángeles, California, 25 de julio de 1996) es un cantante, bailarín y actor colombiano-estadounidense. Es hijo de Jermaine Jackson y Alejandra Oaziaza. En 2019 lanzó su primer sencillo "Got Me Singing" y en 2025 interpretará a su tío Michael Jackson en la próxima película Michael.

## Primeros años
Jaafar Jackson nació en Los Ángeles el 25 de julio de 1996. Su padre es Jermaine Jackson de la Familia Jackson y su madre es Alejandra Genevieve Oaziaza, de origen colombiano y exesposa de Randy Jackson. Comenzó a cantar y bailar a la edad de 12 años. También tuvo aspiraciones de convertirse en un jugador profesional de golf.

## Carrera
Jackson ha interpretado canciones de Sam Cooke y Marvin Gaye. En 2019, lanzó su primer sencillo, "Got Me Singing". Apareció en proyectos relacionados con la familia Jackson incluyendo The Jacksons: Next Generation y el video musical de Tito Jackson "Love One Another" en 2021. Según Empire, él "estableció una presencia en redes sociales como un talentoso cantante y bailarín".
Después de un proceso de casting de dos años, Jackson fue elegido para el papel principal de su tío Michael Jackson en un biopic dirigido por Antoine Fuqua y distribuido por Lionsgate. La madre de Michael, Katherine Jackson, fue citada aprobando el casting, diciendo que él "encarna" a su hijo. Jaafar escribió en su cuenta personal de Instagram que estaba "honrado y agradecido" de ser elegido para el papel. La fotografía principal de la película comenzó el 27 de noviembre de 2023 en Los Ángeles, California. Las imágenes de Jackson interpretando el papel aparecieron en línea poco después.

## Vida personal
Jackson tiene un hermano, Jermajesty Jermaine Jackson (nacido en 2000), y varios medio hermanos por relaciones anteriores de sus padres. Sus medio hermanos por parte de madre, Genevieve y Steven Jr., también son sus primos por parte de padre, ya que son hijos de su tío Randy Jackson.
Jackson dijo que se inspira en su familia musical, así como en artistas como Bruno Mars, Frank Sinatra y Stevie Wonder.
En 2010, cuando tenía trece años, la familia de Jackson fue investigada por la policía y oficiales de protección infantil en Encino, Los Ángeles después de que comprara una pistola eléctrica en línea.

## Filmografía
| No ha sido lanzado todavía | Denota obras que aún no han sido lanzadas |

| Año  | Título  | Papel           | Notas  |
| ---- | ------- | --------------- | ------ |
| 2025 | Michael | Michael Jackson | [ 19 ] |